# Josep Pons i Enrich
Josep Pons i Enrich   (Manresa, 1811 - Barcelona, 26 de febrer de 1893) fou un industrial, polític i emprenedor català, fundador de Cal Pons de Puig-reig (Berguedà), cofundador de la Caixa de Manresa i un dels impulsors de la línia de ferrocarril de Manresa a Berga.

## Biografia
Era descendent d'una família que ja es dedicava a teixir artesanalment. Per la branca paterna, el seu besavi, Maurici Pons, i el seu avi, Anton Pons, eren velers (fabricants de vels de seda); i el seu pare, Maurici Pons i Perera, era perxer, és a dir, teixidor en teler a mà de passamaneria. La seva mare, Antonia Enrich i Brugues, era filla d'un comerciant també manresà, Josep Enrich. Es va casar el 2 de gener del 1830 amb Raimunda Enrich i Brunet, també filla d'un veler. El matrimoni va tenir dos fills, [Ignasi Pons i Enrich]] i Lluís Gonzaga Pons i Enrich. Cal remarcar que la coincidència de cognoms entre pare i fills ha portat a més d'un error a la historiografia econòmica de la Catalunya Central. Va morir a Barcelona, als 81 anys, el dia 26 de febrer del 1893.
Implicat en la política municipal, fou membre de l'Ajuntament de Manresa, a partir de 1830. Era primer tinent d'alcalde l'any 1854 quan, en ocasió d'una epidèmia, va exercir d'alcalde en funcions, i es va ocupar de la saturació de l'Hospital proporcionant llits que va instal·lar a l'escola de Sant Ignasi per acollir malalts. Del 1861 a 1863 fou diputat provincial. Fou un dels fundadors de la Caixa de Manresa (Caja y Montepío de Manresa), juntament amb l'exdominic Francesc Enrich, Manuel Oms i de Prat i altres.
Tot i que la seva obra principal va ser la creació de Cal Pons, al llarg de la seva vida va participar en nombroses iniciatives empresarials. Juntament amb el Sr. Vila, els germans Joaquim i Marià Torrens, el Sr. Argemí i l'alcalde Ignasi Oms, va fer la instal·lació de l'aigua potable a Manresa. Va influir per tal que la línia ferroviària Barcelona-Saragossa passés per Manresa, i no per Igualada. També va aconseguir del govern i del bisbe que les Germanetes dels Pobres s'instal·lessin a Manresa, a l'antic convent dels Caputxins, després d'haver-hi fet obres per a remodelar-lo.
Va ser el primer o un dels primers fabricants de filats i teixits de cotó. En el món tèxtil, va formar part de diverses societats:
El 1848 creà la societat Font, Pons y Cia, que explotava una fàbrica a la vora del riu a Sallent. Simultàniament, amb el seu germà Lluís, tenia una societat dedicada a comercialitzar mocadors, cintes de seda i cotó, amb més de tres-cents treballadors, entre homes i dones, que teixien a les cases respectives amb maquinària pròpia, a Manresa. A més, feia teixir peces a Santpedor, Navarcles i Artés. Quan el 1854 es dissol la societat Font, Pons y Cia, forma la Sociedad de Pla y Pons, una filatura al Torrent de Sant Ignasi, que, a més d'un petit salt, ja disposava d'una màquina de vapor, la qual fou molt polèmica, ja que els veïns s'oposaren a la seva instal·lació per por que explotés. Un cop es casen les filles del seu soci Pla, es dissol la societat el 1855-56, i se'n forma una de nova, Pla, Vives y Aguilera. Al mateix temps, Josep Pons també tenia participació en una fàbrica de filar de Navarcles. Quan el 1861 la junta de la Séquia treu a subhasta alguns salts d'aigua, va comprar l'anomenat salt dels gossos. Després de comprar més terreny del voltant, hi va fer construir una fàbrica, al carrer de Sant Bartomeu, al barri de les Escodines, que el 1962 ja estava funcionant. Aquesta fàbrica va donar molta vida a la zona, habitada llavors per pagesos.
Fou un dels principals impulsors i accionista del Tramvia o Ferrocarril Econòmic de Manresa a Berga, mitjà de transport que va facilitar l'arribada de la matèria primera i la distribució de la roba manufacturada a Cal Pons, com també de totes les colònies de la zona. Aquest va ser un projecte dels principals industrials de l'Alt Llobregat, que, a part del transport de passatgers, responia tant a les necessitats de les indústries tèxtils, com de la mineria i la indústria del ciment de l'Alt Berguedà.
En un altre àmbit empresarial, va instal·lar a Tortosa una fàbrica d'escloscar arròs, la primera que es construí a Catalunya.
El 1875, quan ja tenia uns 64 anys, va fundar una colònia industrial als terrenys de cal Garrigal a Puig-reig, que actualment es coneix com a Cal Pons.